# Gerhard Kessler (Polizeibeamter)
Gerhard Kessler (* 25. November 1903 in Memel; † 17. November 1995 in Daun) war ein deutscher Jurist, Gestapobeamter und Landrat.

## Leben und Wirken
Kessler wurde als Sohn eines Postamtsmanns geboren und besuchte das Luisengymnasium Memel und des Hufengymnasium in Königsberg. Er studierte Rechts- und Staatswissenschaften in Königsberg. Während seines Studiums wurde er 1922 Mitglied der Burschenschaft Teutonia Königsberg. In seiner Zeit als Schüler und Student war Kessler Mitglied der Einwohnerwehr und der Technischen Nothilfe in mehreren Betrieben sowie bei der Eisenbahn.
Nach dem Studium trat Gerhard Kessler 1925 in den Staatsdienst ein. Die Verwaltungsausbildung durchlief er in Königsberg. 1925 wurde er zum Referendar ernannt und 1929, nach dem Bestehen der Großen Staatsprüfung, zum Regierungsassessor. Seine Dissertation legte er 1928 an der Universität Königsberg zum Thema des Abholanspruchs eines Besitzers vor und wurde zum Dr. iur. promoviert.
Die ersten Jahre seiner beruflichen Laufbahn verbrachte Kessler bei verschiedenen Landratsämtern und beim Kommissar für Osthilfe in Stettin. Obwohl es ihm als Staatsbediensteten untersagt war, stand er politisch spätestens seit 1930 den Nationalsozialisten nahe. Folgerichtig trat er dann zum 1. Dezember 1932 der NSDAP bei (Mitgliedsnummer 1.404.082). Zudem war er aktives Mitglied der SA, von 1932 bis 1934 als SA-Truppführer und später als SA-Sturmführer. Während dieser Zeit gehörte er ebenfalls zum Nachrichtendienst der SA und war als sogenannter 1c-Referent zur Beschaffung von Nachrichten zuständig. Etwa um 1934 wurde er zum politischen Leiter ernannt. Er war Mitglied des NSKK. Am 18. Oktober 1938 trat er der SS (SS-Nummer 351.552) bei.
Vermutlich war diese deutliche Hinwendung von Gerhard Kessler zur Ideologie des Nationalsozialismus und sein Tätigwerden für deren Organisationen ein Grund dafür, dass der Leiter des Berliner Gestapoamtes Rudolf Diels ihn in das neu geschaffene Amt der Geheimen Staatspolizei 1933 holte. Ohne polizeiliche Vorerfahrungen wurde Kessler mit Leitung des Dezernates IV betraut. Damit gehörte er zu den zwölf ranghöchsten Mitarbeitern des Gestapo-Hauptquartiers in dieser Frühphase der Konsolidierung nationalsozialistischer Macht. Sein Dezernat war für die Beobachtung und Bearbeitung der „DNVP einschließlich aller Nebenorganisationen und rechtsoppositionellen Bewegungen (Schwarze Front usw.), Politische Bewegungen Berlin, Brandenburg, Pommern, Grenzmark, Ostpreußen und Schlesien“ zuständig. Sein Untergebener war Polizeiobersekretär Nowack.
Doch bereits im Frühherbst 1933 hatte sich der Arbeitsgegenstand von Kessler durch die Gleichschaltung und spätere Selbstauflösung der Deutschnationalen Volkspartei (DNVP), das Verbot sowie die Verfolgung ihrer Organisationen sowie die rigorose Unterbindung anderer politischer Tätigkeiten außerhalb der NSDAP bereits erübrigt. Mit der zum Jahresende 1933 erfolgten Neustrukturierung des Gestapoamtes wurde er zum 1. Dezember 1933 in die Provinz Grenzmark Posen-Westpreußen versetzt. In der Provinzialregierung Schneidemühl wurde er Leiter des politischen Dezernats der dortigen Stapostelle. Wilhelm Kube schlug ihn zudem als Leiter derselben vor. 1935 wurde Kessler zum Regierungsrat befördert und zum Landrat im Landkreis Beeskow-Storkow ernannt. Später wurde er Landrat im Landkreis Mährisch Schönberg.
Er nahm am Zweiten Weltkrieg teil, so diente er als Leutnant der Reserve im Infanterie-Regiment 9.
Nach dem Krieg lebte er in Hannover und wurde 1949 Geschäftsführer des Niedersächsischen Städtebundes.

## Schriften
- Der Abholungsanspruch des Besitzers, 1928. (Dissertation)